# Вівсянка чубата
Вівсянка чубата (Emberiza lathami) — вид горобцеподібних птахів родини вівсянкових (Emberizidae).

## Поширення
Вид поширений на півночі Індійського субконтиненту та у Південно-Східній Азії. Його природне середовище проживання — субтропічні або тропічні сухі низинні луки.

## Опис
Він має довжину тіла 16 сантиметрів і вагу 20-26 грам.